# Df (유닉스)
df(disk free의 준말)는 이 명령을 호출을 하는 사용자가 적절한 읽기 접근 권한이 있는 파일 시스템에 대해 사용 가능한 디스크 공간의 양을 표시하기 위해 사용되는 표준 유닉스 명령어이다. df는 일반적으로 statfs 또는 statvfs 시스템 호출을 사용하여 구현된다.

## 역사
df는 버전 1 AT&T UNIX에 처음 등장하였다. GNU coreutils에 기본 포함된 버전은 Torbjorn Granlund, David MacKenzie, Paul Eggert에 의해 작성되었다.

## 사용법
df의 단일 유닉스 규격(SUS) 사양은 다음과 같다:
```
df [-k] [-P|-t] [-del] [file...]
```

-k
공간 수치를 작성할 때 기본값인 512바이트 단위 대신 1024바이트 단위를 사용한다
-P
표준의 이식 가능한 출력 포맷을 사용한다
-t
XSI를 준수하여 할당 공간도 표시한다
-h
KB, MB 또는 GB로 표시한다
file
지정된 파일을 포함하는 파일 시스템의 여유 공간의 양을 작성한다
대부분의 유닉스, 유닉스 계열 운영 체제는 추가 옵션들을 추가한다. BSD, GNU 코어 유틸리티 버전들은 -h를 포함하여, 이는 사람이 읽기 쉬운 포맷으로 여유 공간을 나열해준다. 추가로 포함되는 -i는 아이노드 사용률을 나열하고 -l는 로컬 파일시스템으로 표시를 제한시킨다. GNU df는 파일시스템 타입 정보를 나열하는 -T도 포함하고 있으나 df는 기본적으로 1K 블록의 크기를 표시한다.

## 예제
다음은 df 명령의 출력 예시이다.
```
$ 
df

Filesystem    1024-blocks      Free %Used    Iused %Iused Mounted on

/dev/hd4            32768     16016   52%     2271    14% /

/dev/hd2          4587520   1889420   59%    37791     4% /usr

/dev/hd9var         65536     12032   82%      518     4% /var

/dev/hd3           819200    637832   23%     1829     1% /tmp

/dev/hd1           524288    395848   25%      421     1% /home

/proc                   -         -    -         -     -  /proc

/dev/hd10opt        65536     26004   61%      654     4% /opt

```

## 같이 보기
- 유닉스 명령어 목록
- Du (유닉스)

### 매뉴얼 페이지
- df — manual page from GNU GNU 코어 유틸리티
- df(1): display free disk space – OpenBSD 일반 명령어 매뉴얼 페이지

- The df Command – by The Linux Information Project (LINFO)